# Brunšvik
Brunšvik je obcestno naselje v Občini Starše.
V kraju je deluje Športno društvo Brunšvik. Ustanovljeno je bilo leta 1978. Glavna pozornost je namenjena nogometu. Prvi odmeven rezultat je članska ekipa dosegla konec 90-tih let, ko je dve sezoni nastopala v 3. slovenski nogometni ligi. Na nov tekmovalni uspeh so v društvu čakali slabih 20 let. V sezoni 2015/2016 si je namreč člansko moštvo, ki je nastopalo pod imenom NK ZU-VIL Brunšvik,  še tretjič v zgodovini zagotovilo nastop v 3. slovenski nogometni ligi.
Brunšvik je znan tudi po prireditvi znani pod imenom Kravje dirke, ki so potekale 19 let, dvajsetih pa krajanom ni uspelo izpeljati zaradi nasprotovanja Društva proti mučenju živali Maribor.